# Cratere Naar
Naar  è un cratere sulla superficie di Marte.